# Benjamin Franklin Silviano Brandão
Benjamin Franklin Silviano Brandão (Pouso Alegre, 27 de junho de 1878 — Belo Horizonte, 1921) foi um engenheiro e político brasileiro.
Nascido em Minas Gerais, foi prefeito de Caxambu e, posteriormente, de Belo Horizonte, entre 1909 e 1910. Em 1907, fundou a Companhia de Força e Luz, fazendo de sua cidade natal uma das primeiras a ter energia elétrica no país.
Filho do também político, ex-governador de Minas Gerais e ex-vice-presidente da República, Francisco Silviano de Almeida Brandão, nasceu em 1878 e, aos trinta e um anos de idade, foi nomeado pelo então presidente do estado, Venceslau Brás, prefeito de Belo Horizonte.
Graduado em Engenharia de Minas e Civil, pela Escola de Minas de Ouro Preto, antes de se tornar prefeito da capital mineira, foi nomeado oficial de gabinete de seu pai, então presidente do estado. Passou uma temporada nos EUA e Europa aperfeiçoando-se em Eletrônica. Ao retornar, fundou e dirigiu a Companhia da Força e Luz de Pouso Alegre, cidade onde nasceu. Dentre os feitos de Benjamim, este é um dos que merecem maior destaque, pois, em decorrência disto, fez de sua cidade natal uma das primeiras a ter energia elétrica no país.
Em 16 de abril de 1909, foi nomeado prefeito de Belo Horizonte. Dentre suas realizações à frente da Prefeitura de Belo Horizonte, vale destacar o prolongamento das linhas para abastecimento d’água e da rede de manilhas para esgoto e águas pluviais; instalação de quatro chafarizes no Barro Preto; construção de barracões para clubes carnavalescos, coretos para o Carnaval e o Teatro Municipal; obras de melhorias no Parque Municipal; e a canalização do córrego Acaba Mundo, na Praça Benjamim Constant. Ocupou o cargo de prefeito de Belo Horizonte até 7 setembro de 1910.
Sua vida pública após a gestão na Prefeitura de Belo Horizonte inclui a nomeação como engenheiro chefe da comissão encarregada de executar os serviços de aproveitamento das águas do Cercadinho no abastecimento de Belo Horizonte; a participação como um dos fundadores e catedráticos da Escola de Engenharia de Minas Gerais; e uma passagem como integrante do quadro de engenheiros do governo do estado. Benjamim Franklin Silviano Brandão ocupou este último cargo até o seu falecimento, em dezembro de 1921.